# Маскародо
Маскародо́ (рос. Маскародо, марій. Маскародо) — присілок у складі Совєтського району Марій Ел, Росія. Входить до складу Верх-Ушнурського сільського поселення.

## Населення
Населення — 9 осіб (2010; 16 у 2002).
Національний склад (станом на 2002 рік):
- марі — 100 %